# اتفاقية بيرياسلاف

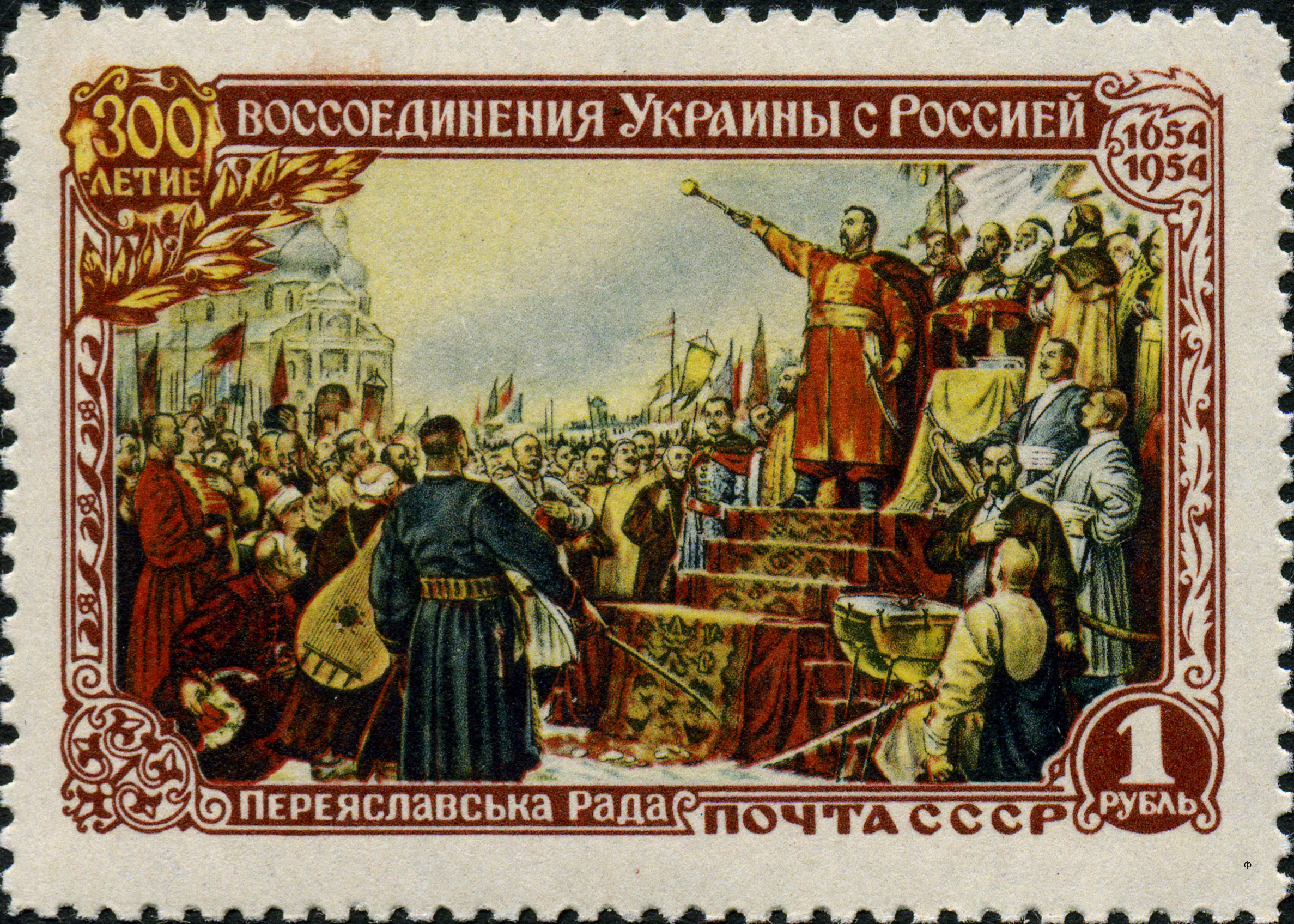
تصوير لاتفاقية بيرياسلاف على طابع سوفيتيّ يعود لعام 1954. يظهر القوزاق يسارًا بزيهم التقليديّ ومعهم آلة البندور. كما يقف فاسيلي بوتورلين يمينًا، وهو يدلي ببيان.

كانت اتفاقية بيرياسلاف أو معاهدة بيرياسلاف (بالأوكرانية: Перея́славська рáда)‏ بمثابة اجتماع رسميّ عقده القوزاق من أجل مبايعة قيصر روسيا (أليكس الأول الذي حكم حينذاك خلال الفترة الممتَّدة من عام 1645 حتى عام 1676) في مدينة بيرياسلاف الواقعة في وسط أوكرانيا خلال شهر يناير من عام 1654. وقد أُقيم الاحتفال بالتزامن مع المفاوضات التي استهلت بمبادرة من الهتمان بوهدان خميلينتسكي، لمعالجة قضية هتمانات القوزاق التي صاحبها اندلاع انتفاضة خميلينتسكي على الكومنولث البولندي الليتواني، والتي أفضت إلى إبرام معاهدة بيرياسلاف (المعروفة أيضًا باسم معاهدات مارس) وضِعت الصيغة النهائيَّة للمعاهدة في موسكو خلال شهر أبريل من عام 1654 (أو خلال شهر مارس بحسب التقويم اليولياني).
أمَّن خميلينتسكي الحماية العسكريَّة للقيصرية الروسيَّة مقابل إعلان ولاءه للقيصر. حصلت روسيا على قسمٍ بولاء قيادة هتمانات القوزاق لملكها، وسار على خطاه مسؤولون آخرون، ورجال الدين، وغيرهم من سكان الهتمانات. تعدّ الطبيعة الدقيقة للعلاقة المنصوص عليها في الاتفاق بين الهتمانات وروسيا محط خلافٍ تاريخيّ. تبِعَ مؤتمر بيرياسلاف تبادل الطرفين للوثائق الرسميَّة: محادثات مارس (من هتمانات القوزاق) وإعلان القيصر (من موسكوفي).
حضر وفد من موسكو برئاسة فاسيلي بوتورلين المؤتمر. أعقب هذا الحدث اعتماد موسكو لمعاهدات مارس والتي نصت على منح الهتمانات الحكم الذاتيّ ضمن الدولة الروسيَّة. عجَّلت الاتفاقية من اندلاع الحرب الروسيَّة البولنديَّة (1654–1667). تأثّرت التسوية القانونيَّة النهائيَّة بموجب ما نصَّت عليه معاهدة السلام الدائم (1686) التي أبرمتها روسيا وبولندا، والتي أعادت تأكيد سيادة روسيا على كل من أراضي السيتش الزاباروجيّ، والأراضي الأوكرانيَّة الواقعة على الضفة اليسرى من الدنيبر، ومدينة كييف.

## وصلات خارجية
- اتفاقية بيرياسلاف - موسوعة أوكرانيا (بالإنجليزية)
- بيان صحفي صادر عن المؤتمر العالمي الأوكراني حول الامتثال بمعاهدة بيرياسلاف (بالإنجليزية)
- معاهدة بيرياسلاف (بالإنجليزية)